# تومب رايدر: ذا لاست ريفيلايشن
تومب رايدر: ذا لاست ريفيلايشن ؛ تومب رايدر: الوحي الأخير (بالإنجليزية: Tomb Raider: The Last Revelation)‏، هي لعبة فيديو أكشن ومغامرات والدفعة الرابعة من سلسلة تومب رايدر، أنتجت لأول مرة على بلاي ستيشن ومايكروسوفت ويندوز سنة 1999، ثم على دريم كاست وأنظمة تشغيل ماكينتوش في العام التالي، تم تطويراللعبة بواسطة كور ديزاين والنشر بواسطة إيدوس إنتراكتيف. قام بتأليف الموسيقى بيتر كونيلي في أول عمل رئيسي له في السلسلة.
تدور القصة حول ذهاب عالمة الآثار والمغامرة لارا كروفت إلى مصر للبحث عن قبر الإله المصري ست. حيث تسابق لسجنه بعد أن أطلقت سراحه بالخطأ.
كان استقبال اللعبة إيجابيًا بشكلاً عام، حيث أشاد الكثيرون على أنها عودة إلى تومب رايدر ثلاثة، لكنهم لاحظوا عدم وجود ابتكار كبير، وشعر العديد من النقاد أن السلسلة أصبحت قديمة ؛ وأشادت به المجلات الخاصة بالمنصة، بينما وجد المراجعون العامون أنها أضعف إصدار. اعتبارًا من عام 2009، كانت تومب رايدر: ذا لاست ريفيلايشن الأكثر مبيعًا مع بيع أكثر من خمسة ملايين نسخة حول العالم، وأصرت إيدوس على استمرار السلسلة، وبدأت بإنتاج عنوانين آخرى مثل تومب رايدر: كرونيكلز وتومب رايدر: ذا أينجل أوف داركنس للجيل القادم على نفس المنصات.

## وصلات خارجية
- تومب رايدر: ذا لاست ريفيلايشن على موقع IMDb (الإنجليزية)

- تومب رايدر: ذا لاست ريفيلايشن على موبي غيمز